# پرایوت چان-او-چا
پرایوت چان-او-چا (پیشتر نوشته می‌شد پرایوت چان-اوچا; تایلندی: ประยุทธ์ จันทร์โอชา; آرتی‌جی‌اس: Prayut Chan-ocha; الفبای آوانگاری بین‌المللی: prà.jút tɕān. ʔō:.tɕʰā:; زادهٔ ۲۱ مارس ۱۹۵۴) افسر بازنشستهٔ ارتش پادشاهی تایلند رئیس یک هیئت دیکتاتوری نظامی به نام شورای ملی صلح و نظم است و به طور همزمان به عنوان نخست وزیر تایلند فعالیت می‌کند. این شورا که او خود و دیگر اعضای هیئت دیکتاتوری نظامی را به عضویت در آن منصوب کرده است دارای اختیار معرفی نخست وزیر و کنترل مناصب آن است.
پرایوت فرمانده سابق کل از ۲۰۱۰ تا اکتبر ۲۰۱۴ ارتش پادشاهی تایلند بود.
پس از بحران سیاسی که از نوامبر ۲۰۱۳ شروع شد و اعتراضات علیه دولت یینگلوک شیناواترا، پرایوت ابتدا مدعی شد ارتش بیطرف است ولی در مه ۲۰۱۴ او کودتایی را علیه دولت ترتیب داد و به عنوان رئیس شورای صلح و نظم کنترل کشور را در دست گرفت.